# Notropis topeka
Notropis topeka är en fiskart som först beskrevs av Charles Henry Gilbert, 1884.  Notropis topeka ingår i släktet Notropis och familjen karpfiskar. IUCN kategoriserar arten globalt som nära hotad. Inga underarter finns listade i Catalogue of Life.